# Tipula (Acutipula) subturbida
Tipula (Acutipula) subturbida is een tweevleugelige uit de familie langpootmuggen (Tipulidae). De soort komt voor in het Palearctisch gebied.